# Bihult
Bihult är en by i Uppvidinge kommun, Kronobergs län, Småland, cirka 22 km söder om Lenhovda. Bihult, som ursprungligen endast bestod av en ensamgård, utgörs idag av 6 hus, varav 2 st bebos permanent.

## Historia
Bihult var ursprungligen en ensamgård vars tidigaste belägg går tillbaks till år 1545. Platsen innehåller dock ett flertal arkeologiska lämningar från tidigare tidsperioder och har förmodligen använts för odling sedan järnåldern. Bihult har genomgått två skiftesreformer: Storskiftet år 1810 och Laga skifte 1857.
År 1624 bröt sig Vraneke loss ur Dädesjö socken och bildade Herråkra socken, till vilken Bihult kom att höra. Då den nybildade socknen i samband med detta skulle övertaga en kyrkklocka från Hemmesjö socken företräddes Bihult av Dannemannen Mattes i Bihult. Under 1600-talet etablerades under Bihult ett torp, Lilla Bihult, som kom att tillhöra Bihult fram till storskiftet 1812.